# Лотос Бингди
Лотос Бингди (кит.: 并蒂莲; bìngdìlián: bìngdìlián) (также известный как лотос Бингтоу (кит.: 并头莲; bìngtóulián: bìngtóulián)) — лотос, которые несёт пару цветов на каждом цветоносе, тогда как в большинстве лотосов имеется всего один цветок.

## Рост
Лотос образует только один цветочный бутон, один центр меристемы и распускается в один цветок. Но если на него влияют какие-то особые внешние или внутренние условия, цветочная почка может быть разделена на два центра меристемы, а затем вырасти в две почки, подобные близнецам. После этого на одном стебле появятся два цветочных стебля, затем они оба расцветут и, наконец, принесут плод.

## Различия
Лотосы-близнцы появляются очень редко и поэтому считаются сокровищем среди лотосов. Генетический механизм лотосов Бингди все еще изучается и пока эффект близнецов не может быть воспроизведён искусственно. Исследования ДНК показали, что у лотосов Бингди нет никаких существенных отклонений по сравнению с обычными растениями, и раздвоение цветка не передаётся по наследству.

## Символизм
Лотосы Бингди называются «джентльмен среди цветов» и символизирует постоянную и верную любовь.
Древние считали, что лотосы Бингди приносят счастье и радость и являются воплощением добра и красоты.
В классической литературе лотосы Бингди означают любовь и подразумевают пару, которая живёт гармоничной жизнью. Лотосы Бингди также символизируют отношения между любовниками и братство людей.
В фольклоре появление лотосов Бингди является счастливым событием.